# Herbert Schultze

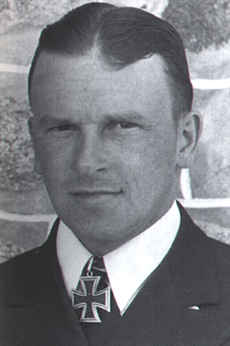
Herbert Schultze.

Herbert Schultze, född 24 juli 1909 i Kiel, död 3 juni 1987 i London, var en tysk ubåtsbefälhavare – Korvettenkapitän (major) – på bland annat U48 under andra världskriget. Han sänkte 26 fartyg på sammanlagt 169 709 ton allierat tonnage, vilket gör honom till det åttonde största ubåtsesset under kriget. Innehavare av Riddarkorset av Järnkorset med eklöv samt Ubåtsvapnets hederstecken med briljanter.
Schultze tjänstgjorde efter kriget i västtyska Bundesmarine fram till pensionering.